# Eurypholis
Genre
Eurypholis est un genre éteint de poissons à nageoires rayonnées qui vivait lors du Crétacé.

## Liste d'espèces
Selon Paleobiology Database (25 juillet 2019) :
- † Eurypholis boissieri (Pictet, 1850)
- † Eurypholis freyeri (Heckel, 1850)
- † Eurypholis pulchellus (Woodward, 1901)

## Publication originale
- Pictet, François Jules, Description de quelques poissons fossiles du Mont Liban (œuvre littéraire), Inconnu, Genève, 1850, [lire en ligne].